# Amulettes de Sorte Muld
Les amulettes de Sorte Muld sont des figurines votives gravées dans des plaquettes d’or massif, découvertes dans les environs de Svaneke au nord-est de l'île danoise de Bornholm. Elles datent du VIe siècle, lorsque Sorte Muld était un comptoir et un centre d’artisanat actif. Les autres comptoirs de l'époque étaient Åhus et Helgö en Suède, Dankirke à Ribe, Gudme (sur l'île de Fionie) au Danemark, Borg, Klepp, les îles d’Öland et de Gotland en Norvège.

## Description
On a retrouvé 2 500 plaquettes gravées en or à Svaneke, qui peuvent être considérées comme des amulettes. Les autres artefacts de Bornholm proviennent essentiellement de Møllegård, Rønne et Smørenge. On en a retrouvé encore à Gudme et Helgö, et sur 25 autres sites.
Les premiers sites, en particulier Sorte Muld et Gudme avec sa grande halle de l'âge du fer, sont considérés comme des palais primitifs. Ce qui milite en faveur de cette interprétation, c'est la densité d'objets en or qu'on y a retrouvés, ainsi que la toponymie théophore  (Gudme = « maison des dieux », Helgö = « île sacrée », et à proximité de Sorte Muld  Hellig Kvinde= « sainte femme »). Lhégémonie de Gudme sur Himlingøje (presqu’île de Stevns, dans l’île de Seeland) suggère une unité territoriale. On retrouve à chaque fois un sanctuaire près d'un palais, comme l'archéologie l'atteste avec le couple Gudme et Lejre ou d'autres sites de l'île de Gotland.
Parmi les motifs représentés, on retrouve une quantité non négligeable représentant un couple enlacé et qui pourrait correspondre au mariage de Freyr et Gerd selon ce que suggère l'edda Skírnismál. Dans ce cas, l'offrande de ces objets à la terre promettrait la prospérité. 